# Krzysztof Gawędzki
Krzysztof Gawędzki (Żarki, 2 luglio 1947 – Lione, 21 gennaio 2022) è stato un matematico e fisico polacco naturalizzato francese, noto per i suoi contributi alla teoria quantistica dei campi, alla teoria dei campi conformi e alla meccanica statistica del non equilibrio.

## Biografia
Nato in Polonia, Gawędzki conseguì il dottorato presso l'Università di Varsavia nel 1971, sotto la supervisione di Krzysztof Maurin (1923–2017). Negli anni successivi compì numerosi periodi di ricerca presso varie università, come quella di Gottinga (1975-76), quella di Danzica (1978-79) e quella di Harvard (1979-80). In seguito all'instaurazione della legge marziale in Polonia nel 1981, decise definitivamente di trasferirsi in Francia.
Fu allora accolto presso il CNRS, lavorando per molti anni all'Institut des hautes études scientifiques vicino a Parigi. Nel 2001 si trasferì all'École normale supérieure de Lyon, andando in pensione nel 2014 come direttore di ricerca emerito.
Poco prima di morire a Lione nel gennaio 2022, aveva ricevuto, assieme al suo collaboratore di lunga data Antti Kupiainen, il premio Dannie Heineman per la fisica matematica (conferito congiuntamente dall'American Physical Society e dall'American Institute of Physics) "For fundamental contributions to quantum field theory, statistical mechanics, and fluid dynamics using geometric, probabilistic, and renormalization group ideas". Fu anche invited speaker presso il Congresso internazionale dei matematici del 1986 a Berkeley. Gli furono dedicate delle conferenze in onore dei suoi 60 e 70 anni.

## Ricerche
Negli anni '80 Gawędzki lavorò, assieme ad Antti Kupiainen, all'applicazione dei metodi del gruppo di rinormalizzazione in modo matematicamente rigoroso a vari modelli di teoria quantistica dei campi (QFT). Molti dei suoi lavori erano incentrati sulle teorie di campo conforme (CFT), che fungono da modelli bidimensionali che permettono di applicare aspetti non perturbativi della QFT alla teoria delle stringhe e alla meccanica statistica. Si occupò in particolare dei modelli WZW.
Con Kupiainen riuscì negli anni '80 nella costruzione rigorosa del modello senza massa {\displaystyle \phi ^{4}} su reticolo a quattro dimensioni, e del modello di Gross-Neveu a due dimensioni spazio-temporali, più o meno in contemporanea a Roland Sénéor, Jacques Magnen, Joel Feldman e Vincent Rivasseau.
Nel 1986 Gawędzki identificò il campo di Kalb-Ramond, una generalizzazione del campo elettromagnetico nel passaggio da una descrizione basata su particelle puntiformi a una di stringhe, come un cociclo di grado 3 nel modello di coomologia di Deligne.
A partire dagli anni '90, spesso sempre in collaborazione con Kupiainen, Gawędzki passò a studiare il problema della turbolenza, in particolare relazioni di scaling anomale nell'avvezione di campi scalari passivi. Negli ultimi anni si occupò anche di altri aspetti della meccanica statistica del non equilibrio, come teoremi di fluttuazione e di grandi deviazioni.

## Pubblicazioni
- John Cardy, Gregory Falkovich e Krzysztof Gawędzki, Non-equilibrium Statistical Mechanics and Turbulence.
- Jürg Fröhlich e Krzysztof Gawędzki, Conformal Field Theory and Geometry of Strings, in CRM Proceedings and Lecture Notes, vol. 7, 1994,  pp. 57-97, DOI:10.1090/crmp/007/03.
- Gawędzki, Krzysztof, Conformal field theory, in Astérisque, Séminaire Bourbaki, Exp. No. 704, vol. 1988/89, 177–178, 1989,  pp. 95-126, MR 1040570.
- Falkovich G., Gawȩdzki K. e Vergassola M., Particles and fields in fluid turbulence, in Reviews of Modern Physics, vol. 73, n. 4, ottobre 2001,  pp. 913-975, DOI:10.1103/RevModPhys.73.913.